# Lars Petter Nordhaug
Lars Petter Nordhaug (Lillehammer, 14 de mayo de 1984) es un ciclista noruego. Debutó como profesional en 2005 y se retiró al finalizar el año 2017.

## Palmarés
2006
- Campeonato de Noruega en Ruta

2008
- 3.º en el Campeonato de Noruega en Ruta

2009
- 1 etapa del Tour de Normandía
- 1 etapa de la Vuelta a Irlanda

2012
- 1 trofeo de la Challenge Ciclista a Mallorca (Trofeo Deyá)
- 3.º en el Campeonato de Noruega Contrarreloj
- 2.º en el Campeonato de Noruega en Ruta
- 1 etapa de la Vuelta a Dinamarca
- Gran Premio de Montreal

2014
- 1 etapa de la Arctic Race de Noruega

2015
- Tour de Yorkshire, más 1 etapa

## Resultados en Grandes Vueltas y Campeonatos del Mundo
| Carrera         | Carrera         | 2005 | 2006 | 2007 | 2008 | 2009 | 2010 | 2011 | 2012 | 2013 | 2014 | 2015 | 2016 | 2017 |
| --------------- | --------------- | ---- | ---- | ---- | ---- | ---- | ---- | ---- | ---- | ---- | ---- | ---- | ---- | ---- |
|                 | Giro de Italia  | —    | —    | —    | —    | —    | —    | 92.º | —    | —    | —    | —    | —    | —    |
|                 | Tour de Francia | —    | —    | —    | —    | —    | —    | —    | —    | 50.º | —    | —    | —    | —    |
|                 | Vuelta a España | —    | —    | —    | —    | —    | Ab.  | —    | —    | —    | —    | —    | —    | —    |
| Mundial en Ruta | Mundial en Ruta | —    | —    | —    | 57.º | Ab.  | —    | —    | 19.º | 12.º | 37.º | Ab.  | —    | —    |

—: no participa

Ab.: abandono

## Equipos
- Maxbo/Joker (2005-2009)
  - Team Maxbo Bianchi (2005-2007)
  - Joker Bianchi (2008-2009)
- Sky (2010-2012)
  - Sky Professional Cycling Team (2010)
  - Sky Procycling (2012)
- Blanco/Belkin (2013-2014)
  - Blanco Pro Cycling (2013)[2]
  - Belkin-Pro Cycling Team (2013-2014)
- Team Sky (2015-2016)
- Aqua Blue Sport (2017)